# Drazsevo (Novo Szelo)
Drazsevo (macedónul: Дражево) település Észak-Macedóniában, a Délkeleti körzetben, a Novo Szelo-i járásban.

## Népesség
| Lakosok száma | 500  | 516  | 604  | 650  | 629  | 573  | 467  | 462  | 234  |
|               | 1948 | 1953 | 1961 | 1971 | 1981 | 1991 | 1994 | 2002 | 2021 |

- 2002-ben 462 lakosa volt, akik közül 460 macedón, 1 szerb és 1 egyéb nemzetiségű.